# Man in the Mirror
Man in the Mirror är en singel av amerikanska sångaren Michael Jackson från dennes Bad-album. 
Singeln nådde nummer 1 på Billboard-listan som en av 5 singlar från samma album.
Låten var en stor hit i USA där låten toppade Billboardlistan i två veckor. I Europa floppade låten, det var Michael Jacksons största flopp sedan 1981 års flopp med låten Girlfriend. Anledningen till succén i USA kan vara att låten har en viss gospelstil som lockade svarta amerikaner. Anledningarna till att låten floppade i Europa är ändå något oklar då efterföljande singlar i samma anda Heal The World och Earth Song var stora hitar. En anledning kan vara avsaknaden av nytt material på singeln och avsaknaden av en riktig musikvideo.
Man in the Mirror handlar om att förbättra världen och var en av Michael Jacksons första låtar i den stilen, låtens budskap är att om alla ändrar sig själva till det bättre kommer jorden bli ett mycket bättre ställe. Låten är skriven av Glen Ballard och Siedah Garrett (Garrett är bakgrundssångerska på låten och spelade in en duett med Jackson på samma album vid namn I Just Can't Stop Loving You.) Enligt producenten Quincy Jones skrev Garrett och Ballard låten väldigt fort, han lämnade dem i ett rum och när han kom tillbaka några minuter senare var låten så gott som färdig. 
Låten var den sista låten som framträdes under varje konsert under andra halvan av Bad Tour såväl som Dangerous Tour. Under sistnämnda turné var låten förlängd varpå ett mindre crew kommer in på scenen och ställer fram saker medan Jackson dansar och gör s.k. ad-libs. Slutligen ställer han sig i en stor låda och byts där ut mot en stuntman fastän publiken luras att han just gått ut, fastän det är stuntmannen. Här tar han på sig en form av rymddräkt och skjuts sedan ut över publiken hängande i ett snöre. Till slut anropas det i högtalaren att "Michael Jackson has left the building".

## Låtlista

### Storbritannien CD singel
1. Man in the Mirror (7" version) 4:55
2. Man in the Mirror (album mix) 5:17
3. Man in the Mirror (instrumental) 4:55

## Musikvideon
Musikvideon till låten består av flera klipp från olika platser i världen som visar rasism, fattigdom, våld och krig. 
En alternativ video finns i början av Jacksons långfilm Moonwalker från 1988 där den ursprungliga musikvideon är uppmixad med klipp från några uppträdanden av låten under Bad Tour.

## Liveframträdanden
- Låten framfördes under 1988 års Grammygala tillsammans med en gospelkör.
- Under den andra delen av Bad Tour 1988-1989 framfördes låten.
- Låten framfördes som avslutningsnummer under alla konserter under Dangerous Tour 1992-1993 med undantag för några konserter i slutet av turnén där den togs bort.
- 1996 framfördes låten under Royal Concert Brunei i Brunei.
- 2001 under United We Stand - välgörenhetskonserten för offren av 11/9-attackerna som hölls i Washington D.C framfördes låten.